# Gliceraldehid-3-fosfat dehidrogenaza
Gliceraldehid-3-fosfat dehidrogenaza (GAPDH, G3PDH) (EC 1.2.1.12) je enzim sa masom od ~37 kDa, koji katalizuje šesti korak glikolize i stoga doprinosi procesu razlaganja glukoze radi oslobađanja energije. GAPDH učestvuje u nekoliko nemetaboličkih procesa, uključujući aktivaciju transkripcije, inicijaciju apoptoze, i druge.

## Metabolička funkcija
Gliceraldehid 3-fosfat dehidrogenaza (GAPDH) katalizuje konverziju gliceraldehid 3-fosfata do -glicerat 1,3-bisfosfata.

### Reakcija
| gliceraldehid 3-fosfat | gliceraldehid fosfat dehidrogenaza | gliceraldehid fosfat dehidrogenaza | -glicerat 1,3-bisfosfat |
|                        |                                    |                                    |                         |
|                        |                                    |                                    |                         |
|                        |                                    |                                    |                         |
|                        |                                    |                                    |                         |
|                        |                                    |                                    |                         |
|                        |                                    |                                    |                         |

Јedinjenje C00118 u KEGG Metabolički put bazi podataka. Enzim 1.2.1.12 u KEGG Metabolički put bazi podataka. Reakcija R01063 u KEGG Metabolički Put bazi podataka. Јedinjenje C00236 u KEGG Metabolički put bazi podataka.

## Literatura
- Donald Voet; Judith G. Voet (2005). Biochemistry (3 изд.). Wiley. ISBN 9780471193500.
- Stryer, Lubert; Berg, Jeremy Mark; Tymoczko, John L. (2002). Biochemistry, Fifth Edition & Lecture Notebook. San Francisco: W. H. Freeman.
- [http://www.ncbi.nlm.nih.gov/books/bv.fcgi?highlight=glyceraldehyde+3+phosphate+dehydrogenase&rid=mcb.figgrp.4342&WebEnv=0bpB8XePphZ8qSS3b9o1BB3FMZtXPr7yFc3MxfLR12WUi7sKapf987mBijj9A0v-LwF_W_lLjUKNwY%40D45D6EC76612AEB0_0018SID&WebEnvRq=1
- [http://www.ncbi.nlm.nih.gov/books/bv.fcgi?highlight=glyceraldehyde+3+phosphate+dehydrogenase&rid=mboc4.figgrp.297&WebEnv=0qL7ctlqrxJxTMzSHUlui3y2aeU6B8K6Tblugar02bi5Eetekc7g1j_m9gRDhWr1NM3L7U4G-5GFjf%40D45D6EC76612AEB0_0018SID&WebEnvRq=1
- Nicholas C. Price; Lewis Stevens (1999). Fundamentals of Enzymology: The Cell and Molecular Biology of Catalytic Proteins (Third изд.). USA: Oxford University Press. ISBN 019850229X.
- Eric J. Toone (2006). Advances in Enzymology and Related Areas of Molecular Biology, Protein Evolution (Volume 75 изд.). Wiley-Interscience. ISBN 0471205036.
- Branden C; Tooze J. Introduction to Protein Structure. New York, NY: Garland Publishing. ISBN 0-8153-2305-0.
- Irwin H. Segel. Enzyme Kinetics: Behavior and Analysis of Rapid Equilibrium and Steady-State Enzyme Systems (Book 44 изд.). Wiley Classics Library. ISBN 0471303097.
- William P. Jencks (1987). Catalysis in Chemistry and Enzymology. Dover Publications. ISBN 0486654605.